# Niżnia Lalkowa Turniczka

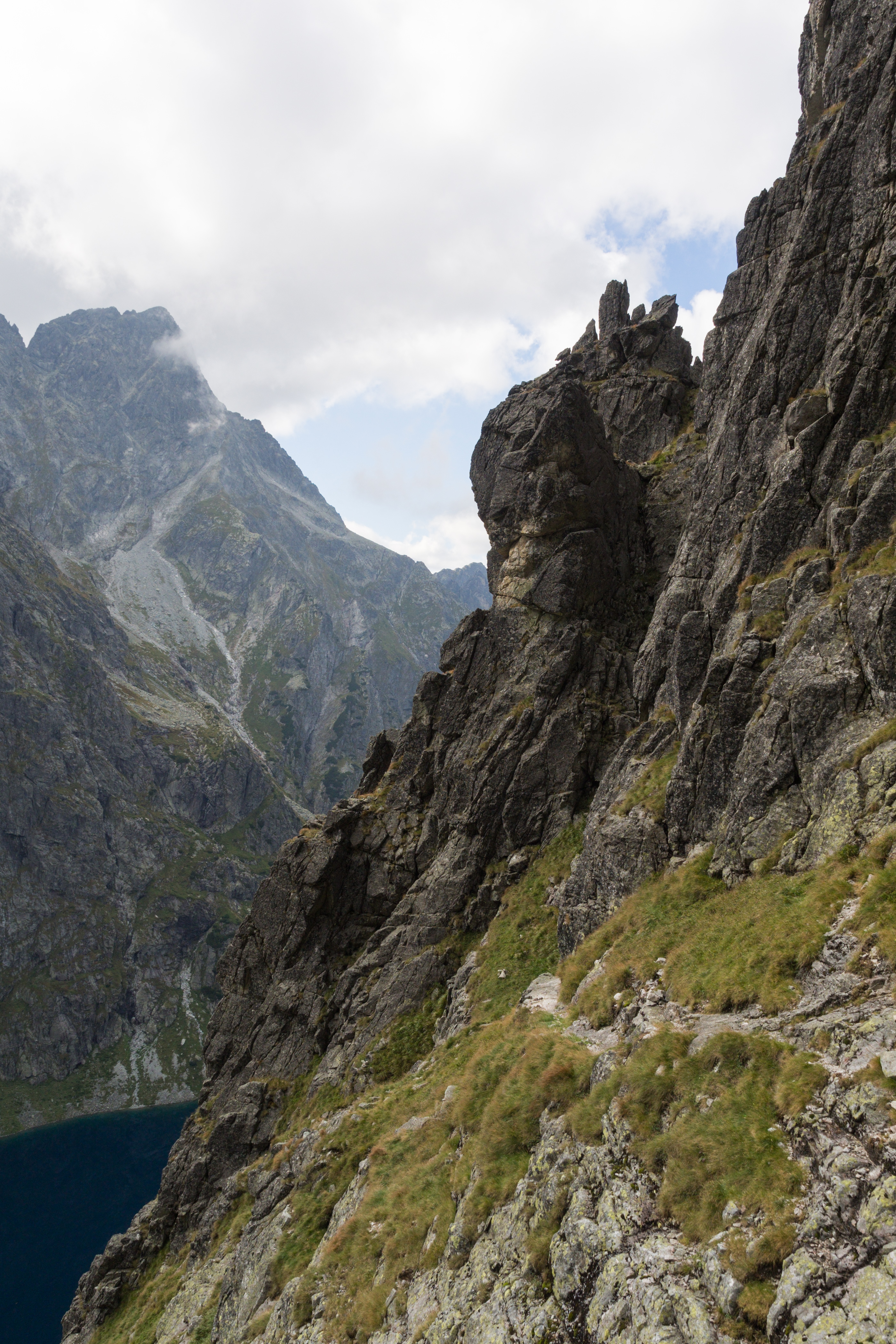
Niżnia Lalkowa Turniczka i Lalkowa Szczerbina – widok ze ścieżki taternickiej na Wyżnią Białczańską Przełęcz

Niżnia Lalkowa Turniczka (niem. Unteres Puppentürmchen, słow. Nižná lalková vežička, węg. Alsó-Békásbabai-tornyocska) – turniczka w południowo-zachodniej, opadającej do Czarnostawiańskiego Kotła grani Żabiego Mnicha w Tatrach Polskich. Znajduje się pomiędzy Niżnim Lalkowym Przechodem i Lalkową Szczerbiną. Posiada kilka skalnych zębów.
Południowo-zachodnia grań Żabiego Mnicha udostępniona jest do wspinaczki skalnej i jest to jeden z najbardziej popularnych rejonów wspinaczkowych nad Morskim Okiem. Uskokiem Niżniej Lalkowej Turniczki prowadzi droga wspinaczkowa Południowo-zachodnią granią Żabiego Mnicha. Zaczyna się przy rozdrożu wydeptanych przez taterników ścieżek poniżej Niżniego Lalkowego Przechodu. Czas przejścia od tego rozdroża na Wyżnią Białczańską Przełęcz 3 godz., trudność V w skali tatrzańskiej.
Autorem nazwy turniczki jest Władysław Cywiński.